# ザルイート事件

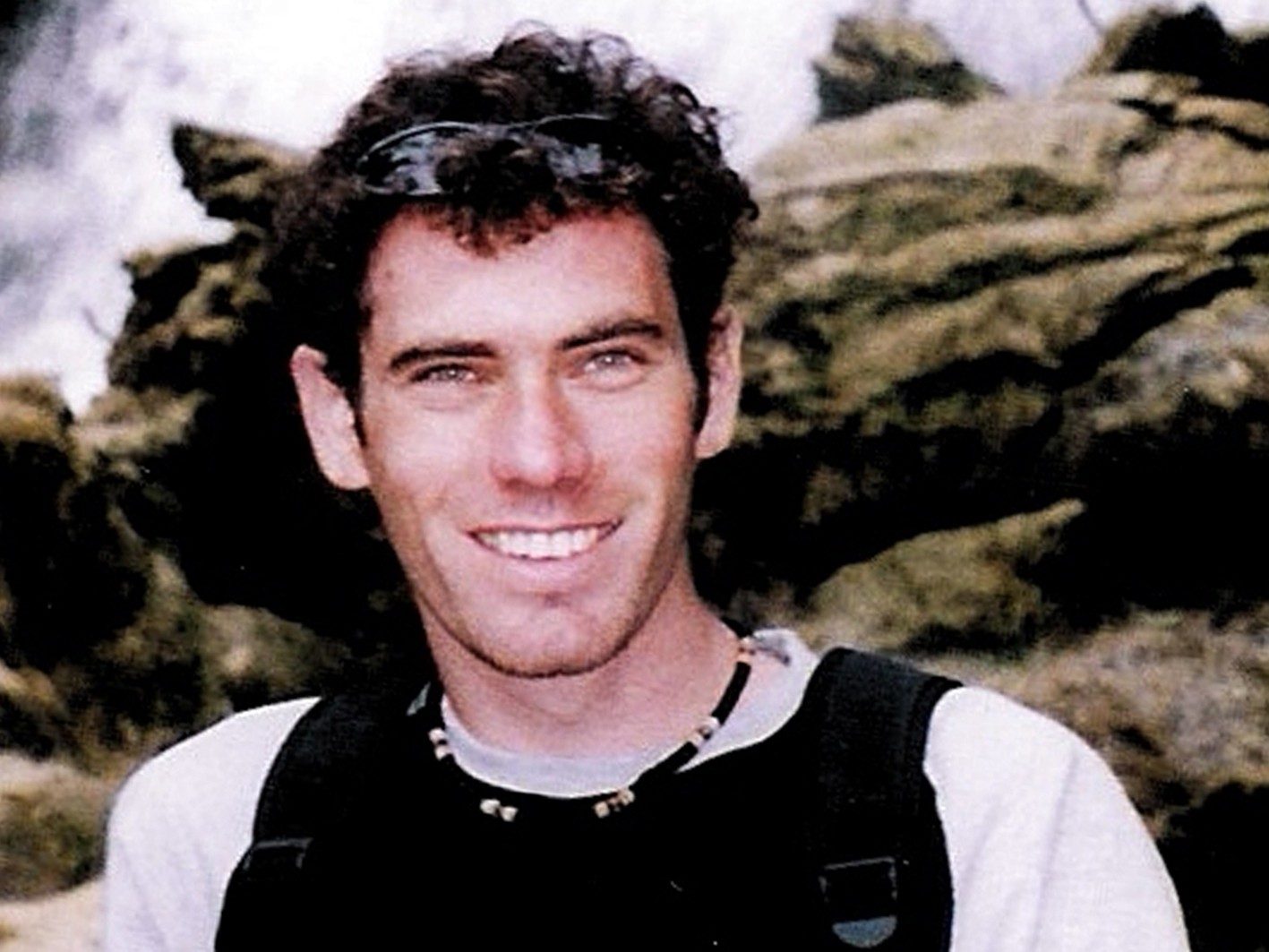
エルダッド・レゲヴ1等軍曹（当時）

ザルイート事件（ヘブライ語：אירוע זרעית）とは、2006年7月12日にイスラエル国防軍所属の2名の兵士、エフード（ウディ）・ゴールドワッサー（1975年7月19日 - 2006年7月12日）とエルダッド・レゲヴ（1980年8月16日 - 2006年7月12日）が、レバノンとの国境付近の村ザルイートでヒズボラによって誘拐された事件。ザルイート事件という名称は国防軍によるもので、イスラエル国内の主要メディアなどでは、レバノン国境におけるイスラエル国防軍兵誘拐事件（חטיפת חיילי צה"ל בגבול לבנון）、あるいは被害者の名をとって2006年7月エフード・ゴールドワッサー、エルダッド・レゲヴ誘拐事件（חטיפת החיילים אהוד גולדווסר ואלדד רגב ביולי 2006）などと呼ばれている。第2次レバノン紛争はこの事件をきっかけに勃発している。事件から2年と4日が経った2008年7月16日、ヒズボラとの捕虜交換の一環として被害者2名は遺体となって祖国イスラエルに帰還した。

## 事件の背景

### 2000年のレバノン国境安全保証地帯からの国防軍撤退後
1985年7月の第1次レバノン紛争（第6次中東戦争）終結以降、イスラエル国防軍はイスラエルとレバノン国境間のレバノン側領土幅数キロメートルを安全保障地帯と定めて占拠し、イスラエル北部の居住地に対するレバノン側からの砲撃を防いでいた。レバノンのなかでも地理的に隔離されているこの一帯はヒズボラとアマルの拠点になっていたからである。それから15年間、国防軍はテロリストの攻撃により多大な被害を受けていたのだが、2000年5月にイスラエル首相エフード・バラック（当時）は世論の圧力を受けて同地帯からの国防軍撤退を決定する。
国防軍の撤退後、ヒズボラは、同地帯はもちろんレバノン南部での勢力を拡張した。国防軍が放棄した陣営を占拠し、国外から大量の兵器を入手するなどして兵力の増強に努めた。また、相互扶助のネットワークを築いて住民からの支持を得ることに成功し、同地域を完全に支配下に置いた。二度と国防軍の侵入や占領を許さないため、長距離ロケットを配備するなど軍備の拡張は止まることがなかった。つまり、イスラエルと対等の戦力を持つことで同地域における軍事的な均衡を保とうと目論んでいたのである。
安全保障地帯から国防軍が撤退して以降、イスラエルに対するヒズボラの攻撃は激減し、それは6年間続いた。当時の好景気もあってイスラエルの国境地帯の各居住地は観光産業を中心に繁栄し、平時の恩恵を享受していた。もっとも、平時といってもそれは相対的なものでしかなく、数が月に一度の頻度でヒズボラからの攻撃は継続していた。攻撃目標は国防軍の駐留地が中心だったのだが、まれに一般市民からも死者が出ていた。この間の攻撃により、6名の市民と14名の兵士が命を落としている。
首相バラクは国防軍の撤退を前にしてレバノン側に、「撤退を機にレバノンからイスラエルに対して戦火の火蓋が切られるのでれば、レバノン全土が焦土と化すであろう」と警告している。しかし、ヒズボラの攻撃に対する国防軍の報復は、おおむね彼らの拠点に対する空爆や砲撃などピンポイントの攻撃に限られていた。これは、報復の連鎖を極力排除することを目論んだバラク政権の方針であった。次期首相アリエル・シャロンも前政権の方針を引き継ぎ、攻撃対象をヒズボラのみに限定するなど自制していた。この政策はおおむね支持されていたのだが、過度の自重はイスラエルの権威の失墜につながりかねないとの反発を招くこともあった。
事実、南レバノンの住民や国連の監視団からは、イスラエルに対する攻撃などのヒズボラ側の条約違反は、空爆をはじめとしたイスラエル側の条約違反によって引き起こされていると一方的に非難されていた。また、大多数のレバノン人は、国防軍によるレバノン領土の空爆、およびイスラエルに敵対する勢力に加えられた暴力に関して同国を断罪していた。
一方、撤退から数ヶ月後の2000年10月7日、レバノン人の村シャバアから数キロメートル南のヘルモン山とドヴ山の間の前線、すなわち国連の管理区域の目と鼻の先で、国防軍の兵士3名（いずれも1等軍曹）、ベンヤミン・アブラハム、アディ・アヴィタン、オマル・サウィードがヒズボラに誘拐されるという事件が発生（ただし誘拐時には3名ともすでに殺害されていた）。9日後の10月16日には予備役将校エルハナン・タンネンバウムがレバノン渡航中に誘拐される（後に麻薬取引のために同国に渡ったことが明らかになる）。イスラエル政府は2004年、兵士3名の遺体とタンネンバウムの身柄の返還を引き換えに、約1000人のレバノン人とパレスチナ人の囚人の釈放を余儀なくされた。
この捕虜交換の成功はレバノン人とパレスチナ人にインスピレーションを与えることになった。すなわち、交渉の切り札として利用するために国防軍兵士を誘拐するという新しい戦術を教えてしまったのである。これに味を占めたヒズボラの幹部は、イスラエル国内で拘束されているパレスチナ人の囚人と残りのレバノン人の囚人（この中には1979年にナハリヤでイスラエル市民2名と警官2名を殺害したレバノン国籍のテロリスト、サミール・クンタルも含まれている）の解放を目論み、国防軍兵士の誘拐をほのめかすなどしてイスラエル政府を脅かした。2005年11月21日、レバノンとの国境付近の村ガジャルにて国防軍の兵士がヒズボラによって誘拐されそうになったのだが、この試みは未遂に終わっている。
2004年9月2日、イスラエルが待望した国連安保理決議1559号が可決された。この決議は、シリア軍のレバノンからの撤退と、ヒズボラをはじめとしたレバノン国内の民兵組織の武装解除、および解体を義務付けるものだった。また、レバノンにおけるシリアの影響力を排除した杉の革命の勢力拡大がヒズボラの解体をもたらすと観測されていたのだが、いずれもが期待を裏切る結果となった。ヒズボラは依然として勢力を維持し、さらにはレバノン政界にも進出するようになり、選挙ではシーア派の政党、とくにナビ・ベリ率いるアマルを圧倒するまで支持を集めた。ヒズボラが支持される理由は、その実績もさることながら、イスラエルがレバノンに攻撃を仕掛けてきた場合、現状では国土を守れる唯一の組織だからである。第2次レバノン紛争の勃発時、フアード・シニオラを首相とする内閣にはヒズボラから選出された大臣が2名いたことが確認されている（そのうちの1名は資源開発省の大臣であった）。もっとも、レバノン国内ではシリアとの関係上、ヒズボラに対する批判は絶えないでいる。
2005年、イスラエルでは「砕氷計画」（תוכנית שוברת הקרח）の準備が進められていた。この計画は最終的には施行されなかったのだが、レバノンとの国境地帯における軍事活動の段階的な拡張に関する青写真が描かれていたと言われ、ウィノグラッド委員会の報告でも言及されている。

### ギルアド・シャリート誘拐事件
2006年6月25日、ハマス、パレスチナ民衆抵抗委員会（Popular Resistance Committees）、「イスラム軍」を名乗る組織からなるテロリストの部隊が、ガザに隣接するイスラエルの村ケレム・シャロームにある国防軍の監視施設に対戦車砲撃を敢行。この攻撃により戦車に搭乗していた兵士2名が死亡、もう一人の搭乗員だったギルアド・シャリート伍長（当時）がテロリストによって誘拐された。
犯行グループはシャリートの身柄と引き換えに、イスラエルにて拘束中のパレスチナ人囚人のうち、すべての女性と18歳以下の男性の釈放を要求。しかし首相エフード・オルメルトはその要求を拒絶、さらにはテロリストとの交渉には応じない姿勢を明確にする。もっとも、国際政治を舞台とした外交的な手段での解決策を模索すべく、数日間は状況を見守っていた。しかし、その可能性にすら希望が持てないと見ると、オペレーション「真夏の雨」（מבצע גשמי קיץ）を発動して国防軍の地上部隊をガザに投入、テロリストの拠点を殲滅するとともにシャリートの行方を捜索した。

## ザルイート事件

### 事件発生
2006年7月12日午前9時5分、レバノンとの国境付近のイスラエルの複数の居住地に対してヒズボラがカチューシャなどによる砲撃を開始する。しかし、これは陽動作戦であった。同じころザルイートにて警戒活動にあたっていた2台の軍用車両が砲撃に遭い、搭乗していた3名の国防軍兵士が殺害される。その直後、国境線に張られたフェンスを突破してヒズボラの部隊がイスラエル領内に侵入、第5旅団に属する2名の兵士（予備役）、エフード・ゴールドワッサー曹長（当時）とエルダッド・レゲヴ1等軍曹（当時）を捕獲し、武装した別部隊の機関銃による援護を受けながら、両名を引き連れたままレバノン領内へ退却した（事件の詳細は後日、レバノンの新聞アル＝アクバルが計画段階からの経緯をも含めてレポートしている）。
事件の報告を受けた国防軍は両名を奪還すべく、すぐさま戦車と装甲車両を派遣してテロリストを追跡した。この際、捕虜となった兵士の生死を問わないハンニバル指令が発令されたとされている。追跡班の戦車は数百キロクラスの簡易地雷に接触して大破、搭乗員4名が死亡。その他数名もこの追跡において生じた戦闘で死亡している。第2次レバノン紛争は、現在ではこの誘拐事件から始まったと見なされており、約1ヵ月後の2006年8月14日の停戦まで戦闘は続いた。

### 事件後
2006年7月17日、首相オルメルトはクネセットでの演説において、今回の軍事行動オペレーション「方向転換」（מבצע שינוי כיוון）が国防軍兵士2名救出のための強行であることを説明。その演説のなかでオルメルトは「臨界点」という言葉を用いたのだが、ジャーナリストで今回の事件を調査したロネン・ベルグマンは、事件の詳細を受けた医療班の推測に基づき、被害者2名のうち少なくとも1名はすでに死亡していた可能性が高いこと、また重態であると見られたもう1名も、緊急治療なくしては生存できる確率が極めて低かったことを指摘した（ウィノグラッド・レポート、P.515）。また、ベルグマンによれば、これらの調査結果が首相の元に届いたのは、事件から一ヶ月も過ぎたころ、すなわち紛争が停止した後だったという（同P.516）。これに対してジャーナリストのオフェル・シェラフとヨアブ・リムルは、共著『שבויים בלבנון』（レバノン捕囚）において、「被害者の生存に関する悲観的な報告が紛争停止後にずれ込んだのは確かだが、事件当初は両名とも重症（あるいは重態）と見積もられており（つまり救出可能と判断されており）、その所見は紛争開始直後には首相、および安全保障委員会のメンバーにも伝えられていた」と述べている（同P.33）。
2006年8月12日に可決された国連安保理決議第1701号には、レバノンとヒズボラに対する無条件での被害者2名解放の勧告が含まれていたのだが、法的拘束力のないものであった。そのため、決議を無視した同国、同組織に対して何らペナルティを課すことができなかった。それから2008年7月16日の遺体返還に至るまで、被害者2名の情報は一切伝えられてこなかった。
2007年12月3日、事件の数分前に行われた軍事通信にて記録されたゴールドワッサーの音声が、アルツ2（テレビ局）のニュース番組で流された。
2008年6月23日、首席従軍ラビのアヴィ・ロンスキー准将のもとに、複数のイスラエル情報コミュニティーのメンバーから被害者2名に関する情報が寄せられた。しかし、いずれにおいても両名の生存は否定された。被害者の生死に関しては首席ラビであるロンスキーの判断が公式のものと見なされていたのだが、この報告を受けて、埋葬地不明の戦死者の扱いで被害者2名の死亡が正式に認定された。この死亡認定は両名救出の可能性の芽を摘み取るものとして被害者家族からの激しい反発を招くことになる。また、この3週間前の同年6月3日の時点においてすでに、両名を死亡とするモディインの最終報告が総理府管轄の安全保障理事会の小委員会に提出されていたことも判明した。

### 捕虜交換
2008年6月29日、イスラエル政府は賛成22反対3の多数決でヒズボラとの捕虜交換を認可する。この事業は3段階に分けて実施された。
- 第1段階：1986年10月16日にアマルによって捕らえられ、1988年5月以降消息が伝えられていないイスラエル空軍のパイロット、ロン・アラッドに関する情報をヒズボラが提出。妻のタミ・アラッドは彼の写真と捕囚時に書いたとされる文書などの所持品を受け取る。これを受けてイスラエル側は、1982年の第1次レバノン紛争時に行方不明となった外交官ら4名のイラン人に関する情報をヒズボラに提出。それによると、4名はすでに死亡しており、遺体を埋葬した場所には墓標も立てられているという。しかし、遺体の掘り起しには応じなかったためにイラン側が反発、4名の生存とイスラエル国内での監禁を主張した。なお、ロン・アラッドの生死に関しては、2008年6月30日に国連を通じてイスラエルにその死亡が伝えられている。
- 第2段階：サミール・クンタルほか4名の囚人をイスラエルが釈放、さらにヒズボラのテロリストの遺体197体を引き渡す。その引き換えにヒズボラ側からゴールドワッサーとレゲヴの遺体が引き渡されることになったのだが、それが実行に移される瞬間になるまで両名の安否に関する情報は明らかにされなかった。
- 第3段階：パレスティナ民族に対する敬意をイスラエルが表明し、その地位を確認する。その証として数名の囚人が釈放された。また、囚人数の算定と身元確認もイスラエルによって行われた。

この事業の是非について、つまり存命中の捕虜ならともかく、遺体の返還のために囚人（とくにサミール・クンタル）を釈放したことについては、その損得勘定をも含めてイスラエル国内では激論が交わされた。
賛成派の側は、遺体のために高い対価を払ってしまったとはいえ、ロン・アラッドのようなケースを当たり前のこととして繰り返させないためにも、この事業が有益であったとする見解を主張。彼らによれば、現在行方不明兵士として扱われているイスラエル兵のなかにはテロ組織の捕虜になっている者も多く、彼らには祖国からの救済の手は差し伸べられていない。つまりこの事業が国家（国民をも含む）に対し、国家には自国兵を保護する道義的責任があることを再確認させ、いかなる対価を払ってでも兵士を救済する義務があることを示したというのである。
これに対して反対派は、今回の事業によって残した愚かな前例が今後に与える影響を危惧している。つまり、遺体を買い取るために殺人犯をも含む囚人を支払うというこの上ない不公平な取引は、生存者には生存者、死者には死者という捕虜交換における不文律を犯したことになるのだが、この不文律こそが、テロリストにとっては、最低限捕虜の生命を保護せねばならないという義務を自らに課す動機付けになっていたというのである。
もっとも、国家の安全保障に大して寄与しない事業（要点は被害者2名の死を国家が受け入れるか否かにあった）であったとはいえ、現状を打開することなく継続した場合にこうむるであろう被害者家族の精神的苦痛、とくに夫を失いながら法的（さらには道義的）に婚姻関係を解消できない状態にあるまだ若いゴールドワッサー夫人の将来を考慮すれば、止むを得ない判断であったともいわれている。
2008年7月15日、ヒズボラから提出されたロン・アラッドに関する資料が不十分であったにもかかわらず（国防相ベンヤミン・ベン・エリエゼルいわく「広範囲に塗りつぶされたもの」）、イスラエルは一旦停止していた事業を再開させる（第2段階に入る）。
翌16日、イスラエルとレバノンの間にある唯一の検問所であるローシュ・ハ＝ニクラーにて両国間における捕虜交換が行われる。上記のように被害者2名の死はヒズボラ側からは公式に伝えられていなかったため、被害者の家族はいちるの望みをつないでこの日に臨んだ。作業は朝からはじめられたのだが、現地ではヒズボラの配下にあるテレビ局アル＝マナルが中継を行っており、その映像はイスラエル国内でも視聴することができた。その中継において、テレビ局のリポーターがヒズボラのメンバーに国防軍の兵士について尋ねたところ、そのメンバーは指図をしてカメラをとある方向に向けさせた。次の瞬間画面に映されたのは、被害者の遺体が収められたふたつの黒塗りの棺であった。つまり、この瞬間になってはじめて両名の死が白日の下に晒されたのである。しかも、この中継における演出が、あたかも被害者2名のうち、少なくとも1名は生存しているかと思わせるような内容だったため、視聴者が受けた衝撃は計り知れないものとなり、その非人道的で野蛮な手法に非難が集まった。その後、2名の遺体は追悼式典のためアッコの近郊にあるゴラニ旅団（第1旅団）の駐屯地シュラガに搬送された。
翌17日の追悼式典には数万人の参列者が訪れた（一方のレバノンでは、この日が祝日になることがあらかじめ布告されており、各地で祝賀行事か開かれていた）。2名の遺体はそれぞれの故郷、すなわちゴールドワッサーはナハリヤの軍用墓地へ、レゲヴはハイファの軍用墓地へ搬送され、そこで埋葬された。なお、両名の遺体が帰還したさい、国防軍から2名に対して辞令が発せられ、ゴールドワッサー曹長が特務曹長へ、レゲヴ1等軍曹が曹長へそれぞれ昇進している。
2008年8月6日、イスラエルが数名の囚人を釈放（第3段階の実施）。